# Burg Hausneindorf
Die Burg Hausneindorf ist eine Höhenburg auf einer 112 m ü. NN hohen Hochebene über der Selke im Ortsteil Hausneindorf (Wallstraße) der Gemeinde Selke-Aue im Landkreis Harz in Sachsen-Anhalt. Die Burg ist im örtlichen Denkmalverzeichnis als Bodendenkmal eingetragen.

## Geschichte
Die „Burg zu Neundorf“ (Hausneindorf) wurde um 1140 von Heinrich dem Löwen (Grafschaft Blankenburg) gegründet, 1168 zerstört und 1172 wieder aufgebaut. Im späteren Besitz des Hochstifts Halberstadt wurde die Burg erstmals urkundlich 1310 als Pfandbesitz der Grafschaft Regenstein erwähnt. In den Jahren 1429 bis 1573 war die Burg im Pfandbesitz der Herren von Hoym.
Nach der Umwandlung 1711 in eine preußische Staatsdomäne veränderte die landwirtschaftliche Nutzung das Aussehen der Burg bleibend.

## Beschreibung
Innerhalb der von breiten Trockengräben umgebenen Burganlage mit einem Durchmesser von etwa 175 Meter befand sich die von einer Ringmauer umgebene runde Kernburg mit einem Durchmesser von etwa 100 Meter geschützt von einem 10 bis 15 Meter breiten Zwinger.
Zu erreichen war die Burg von der Selkeniederung aus über zwei Brücken und ihren durch eine Doppeltoranlage geschützten östlichen Hauptzugang in die Vorburg.
Der nordwestliche Teil der Kernburg bildete ein 40 mal 40 großes Kastell mit dem 10 mal 25 Meter großen noch erhaltenen romanischen Palas im Westen und dem noch erhaltenen quadratischen 7,5 mal 7,5 Meter breiten und 27 Meter hohen gotisch aufgestockten Bergfried in der Südostecke, der noch die Spuren einer Renaissance-Wendeltreppe zeigt.